# ケリー・オハラ
ケリー・クリスティン・オハラ（英語: Kelli Christine O'Hara, 1976年4月16日 - ）は、アメリカ合衆国の女優、歌手。2000年、『ジキル&ハイド』でブロードウェイ・デビューして以降、ブロードウェイおよびオフ・ブロードウェイにて多くのミュージカルに出演している。トニー賞において、2005年の『The Light in the Piazza 』でのミュージカル主演女優賞以降、2006年の『パジャマゲーム』、2008年の『南太平洋』、2012年の『Nice Work If You Can Get It 』、2014年の『マディソン郡の橋』でノミネートされ、2015年の『王様と私』で主演女優賞を受賞した。

## 生い立ち
オクラホマ州のアイルランド系アメリカ人の家庭で育った。ディア・クリーク高等学校を卒業し、オクラホマ市立大学に進学し、声楽学士を取得した。大学時代、4年前にクリスティン・チェノウェスも学んだことのあるフローレンス・バードウェルから学んだ。オハラとチェノウェスは共にソロリティGamma Phi Beta に所属していた。
俳優のジェイムズ・ノウトンの息子であるほか、女優および歌手のキーラ・ノウトンの兄弟で、俳優のデイヴィッド・ノウトンの甥でもあるグレッグ・ノウトンと結婚している。2009年6月27日、長男が、2013年9月16日、長女が誕生した 。

## 経歴
2001年、『フォリーズ』ブロードウェイ再演でヤング・ハッティ役を演じ、その後ヤング・フィリス役を演じた。2002年、『成功の甘き香り (ミュージカル)』ブロードウェイ公演でスーザン役を演じた。2003年、プレイライツ・ホライゾンズによるミュージカル『My Life With Albertine 』オフ・ブロードウェイ公演にてアルベルティン役を演じ、2004年、ミュージカル『ドラキュラ』ブロードウェイ公演でルーシー・ウェステンラ役を演じた。
2005年、リンカーン・センターのヴィヴィアン・ビューモント劇場において『The Light in the Piazza 』ブロードウェイ公演のクララ役で主演した。サンダンスのシアター・ラボでのワークショップおよびシアトル、シカゴでの試験興行ではフランカ役を演じていた。クララ役でトニー賞ミュージカル主演女優賞にノミネートされた。以降ブロードウェイで演じた役全てでトニー賞にノミネートされている。2006年、ブロードウェイ・ミュージカル『パジャマゲーム』再演でベイブ役を演じ、ミュージカル主演女優賞にノミネートされた。『ニューヨーク・タイムズ』紙の批評家のベン・ブラントリーはこの演技について「『Light in the Piazza 』で築き上げたピュアなイメージを完全に覆した」と記した。
2007年、『L.A. Reprise!』において『サンデー・イン・ザ・パーク・ウィズ・ジョージ』でドット/マリー役を演じ、エイヴリー・フィッシャー・ホールにおいてニューヨーク・フィルハーモニックによる『マイ・フェア・レディ』でイライザ役を演じた。2008年、PBSの『Click and Clack's As the Wrench Turns 』でベス役を演じた。2008年から2010年、リンカーン・センターのヴィヴィアン・ビューモント劇場における『南太平洋』ブロードウェイ再演でネリー役で主演し、3度目のトニー賞ノミネートとなった。2009年3月から産休に入り、10月に復帰した。2010年、ニューヨーク・シティ・センターで行われた『Encores! 』において『Bells Are Ringing 』でエラ役を演じた。
2010年、映画『セックス・アンド・ザ・シティ2』にエレン役で出演し、2011年、CBSの『ブルーブラッド 〜NYPD家族の絆〜』第2シーズン第1回『辞表の行方』に出演した。同年、ランダバウト・シアター・カンパニー10周年記念チャリティコンサートの『She Loves Me 』にアマリア役で主演し、ジョージ役のジョシュ・ラドナーと共演した。スコット・エリスが演出、ポール・ゲミナニが音楽監督を務め、ミス・リッター役のジェーン・クラコウスキー、スティーヴン役のシャイアン・ジャクソン、サイポス役のマイケル・マグラス、アーパッド役のロリー・オマリー、ミスター・マラチェク役のヴィクター・ガーバーと共演した。ジョン・F・ケネディ・センターにおいて、バーバラ・クックが受賞したケネディ・センター名誉賞前夜祭で『She Loves Me 』で最も有名な曲の1つである『Will He Like Me? 』を歌唱した。
2012年4月から2013年3月まで『Nice Work If You Can Get It 』ブロードウェイ公演でビリー役で主演し、4度目のトニー賞ノミネートとなった。2012年、リンカーン・センターで行われた大晦日コンサート『Celebrating Marvin Hamlisch 』において、オードラ・マクドナルドやメーガン・ヒルティと共に『コーラスライン』の『At the Ballet 』を歌唱した。2013年、エイヴリー・フィッシャー・ホールにてニューヨーク・フィルハーモニックによるコンサート『回転木馬』で主役のジュリー役を演じた。2014年1月から5月、ミュージカル『マディソン郡の橋』ブロードウェイ公演でフランチェスカ役で主演し、5度目のトニー賞ノミネートとなった。CurtainUp.com の批評家のエリス・ソマーはオハラの「素晴らしいヴォーカル・チョップ」や、共演者であるスティーヴン・パスクールとの「見事なデュエット」を称えた。2014年、NBCの『ピーター・パン・ライヴ!』にミセス・ダーリング役で出演した。2014年12月31日、メトロポリタン・オペラにてフランツ・レハールによる『メリー・ウィドウ』でルネ・フレミングと共演しオペラ・デビューした。
リンカーン・センター・シアターの『王様と私』再演で王様役の渡辺謙の相手役アンナを主演した。ヴィヴィアン・ビューモント劇場にて2015年3月からプレビュー公演が行なわれ、4月に正式に開幕した。オハラはこの役でトニー賞初受賞となった。2016年4月17日がオハラにとってのアンナ役最終出演となった。2016年10月、カーネギー・ホールにてソロ・デビュー・コンサートを行ない、『Masters of Sex 』第4シーズンでドディ役でゲスト出演してその後度々登場した。

## 舞台出演歴
ブロードウェイ

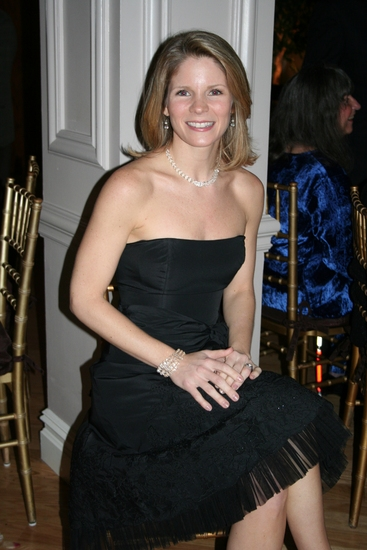
NYS ARTSが主催する2008年Fall Galaに出演したオハラ。

- ジキル&ハイド Jekyll & Hyde (2000年) as ケイト (後継) /エマ (代役)
- フォリーズ（英語版） Follies (2001年) as ヤング・ハッティ/アンサンブル、その後ヤング・フィリス
- 成功の甘き香り (ミュージカル)（英語版） Sweet Smell of Success: The Musical (2002年) as スーザン
- ドラキュラ Dracula, the Musical (2004年) as ルーシー・ウェステンラ
- The Light in the Piazza (2005年) as クララ・ジョンソン
- パジャマゲーム The Pajama Game (2006年) as ベイブ・ウィリアムズ
- 南太平洋 South Pacific (2008年) as ネリー・フォーブッシュ
- Nice Work If You Can Get It (2012年) as ビリー・ベンディクス
- マディソン郡の橋 The Bridges of Madison County (2014年) as フランチェスカ・ジョンソン
- 王様と私 The King and I (2015年) as アンナ・レオノーウェンズ

オフ・ブロードウェイおよびその他の劇場
- Beauty (2003年) (ラホヤ・プレイハウス)
- My Life with Albertine (2003年) as アルバタイン (オフ・ブロードウェイ)
- The Light in the Piazza (2004年) as フランカ (シアトル、シカゴ)
- Bells Are Ringing (2010年) as エラ・ピーターソン (Encores! )
- エデンより彼方に (ミュージカル)（英語版） Far From Heaven (2012年) as キャシー・ウィテカー (ウィリアムズタウン・シアター・フェスティバルにて試験的上演)[36]

全米ツアー
- ジキル&ハイド Jekyll & Hyde (1999年-2000年) as アンサンブル/エマ (代役)、その後エマ (後継)

オペラ・レパートリー
- メリー・ウィドウ en:The Merry Widow by フランツ・レハール (2014年) as ヴァランシエンヌ (メトロポリタン・オペラ)
- コジ・ファン・トゥッテ en:Così fan tutte by W.A.モーツァルト (2018年) as デスピーナ (メトロポリタン・オペラ)

## ディスコグラフィ
- 2008年 Wonder in the World
- 2011年 Always

キャスト・レコーディング
- 2002年 成功の甘き香り Sweet Smell of Success
- 2003年 My Life with Albertine
- 2005年 The Light in the Piazza
- 2006年 Harry on Broadway, Act I—2枚組: 1枚目. 『パジャマ・ゲーム』オリジナル・ブロードウェイ・キャスト・レコーディング; 2枚目. 『Thou Shalt Not 』より。ハリー・コニック・ジュニア featuring ケリー・オハラ
- 2008年 南太平洋 South Pacific
- 2012年 Nice Work If You Can Get It
- 2014年 マディソン郡の橋 The Bridges of Madison County
- 2015年 王様と私 The King and I

サウンドトラック
- 2014年 ピーター・パン・ライヴ!（英語版） Peter Pan Live!

## 受賞歴
| 年     | 賞                       | 部門                   | 作品                                           | 結果       |
| ------ | ------------------------ | ---------------------- | ---------------------------------------------- | ---------- |
| 2005年 | トニー賞                 | ミュージカル助演女優賞 | The Light in the Piazza                        | ノミネート |
| 2005年 | 外国批評家サークル賞     | ミュージカル助演女優賞 | The Light in the Piazza                        | ノミネート |
| 2006年 | トニー賞                 | ミュージカル主演女優賞 | パジャマゲーム The Pajama Game                 | ノミネート |
| 2006年 | ドラマ・デスク・アワード | ミュージカル主演女優賞 | パジャマゲーム The Pajama Game                 | ノミネート |
| 2006年 | 外国批評家サークル賞     | ミュージカル主演女優賞 | パジャマゲーム The Pajama Game                 | ノミネート |
| 2008年 | トニー賞                 | ミュージカル主演女優賞 | 南太平洋 South Pacific                         | ノミネート |
| 2008年 | ドラマ・デスク・アワード | ミュージカル主演女優賞 | 南太平洋 South Pacific                         | ノミネート |
| 2008年 | 外国批評家サークル賞     | ミュージカル主演女優賞 | 南太平洋 South Pacific                         | ノミネート |
| 2012年 | トニー賞                 | ミュージカル主演女優賞 | Nice Work If You Can Get It                    | ノミネート |
| 2012年 | ドラマ・デスク・アワード | ミュージカル主演女優賞 | Nice Work If You Can Get It                    | ノミネート |
| 2012年 | ドラマ・リーグ・アワード | 演技賞                 | Nice Work If You Can Get It                    | ノミネート |
| 2012年 | 外国批評家サークル賞     | ミュージカル主演女優賞 | Nice Work If You Can Get It                    | ノミネート |
| 2014年 | トニー賞                 | ミュージカル主演女優賞 | マディソン郡の橋 The Bridges of Madison County | ノミネート |
| 2014年 | ドラマ・デスク・アワード | ミュージカル主演女優賞 | マディソン郡の橋 The Bridges of Madison County | ノミネート |
| 2014年 | ドラマ・リーグ・アワード | 演技賞                 | マディソン郡の橋 The Bridges of Madison County | ノミネート |
| 2014年 | 外国批評家サークル賞     | ミュージカル主演女優賞 | マディソン郡の橋 The Bridges of Madison County | ノミネート |
| 2015年 | トニー賞                 | ミュージカル主演女優賞 | 王様と私 The King and I                        | 受賞       |
| 2015年 | ドラマ・リーグ・アワード | 演技賞                 | 王様と私 The King and I                        | ノミネート |
| 2015年 | 外国批評家サークル賞     | ミュージカル主演女優賞 | 王様と私 The King and I                        | ノミネート |